# Nyarutinduzi
Nyarutinduzi är ett periodiskt vattendrag i Burundi.   Det ligger i provinsen Muramvya, i den centrala delen av landet, 26 km öster om huvudstaden Bujumbura.
Omgivningarna runt Nyarutinduzi är en mosaik av jordbruksmark och naturlig växtlighet. Runt Nyarutinduzi är det tätbefolkat, med 369 invånare per kvadratkilometer.